# 豬蹄

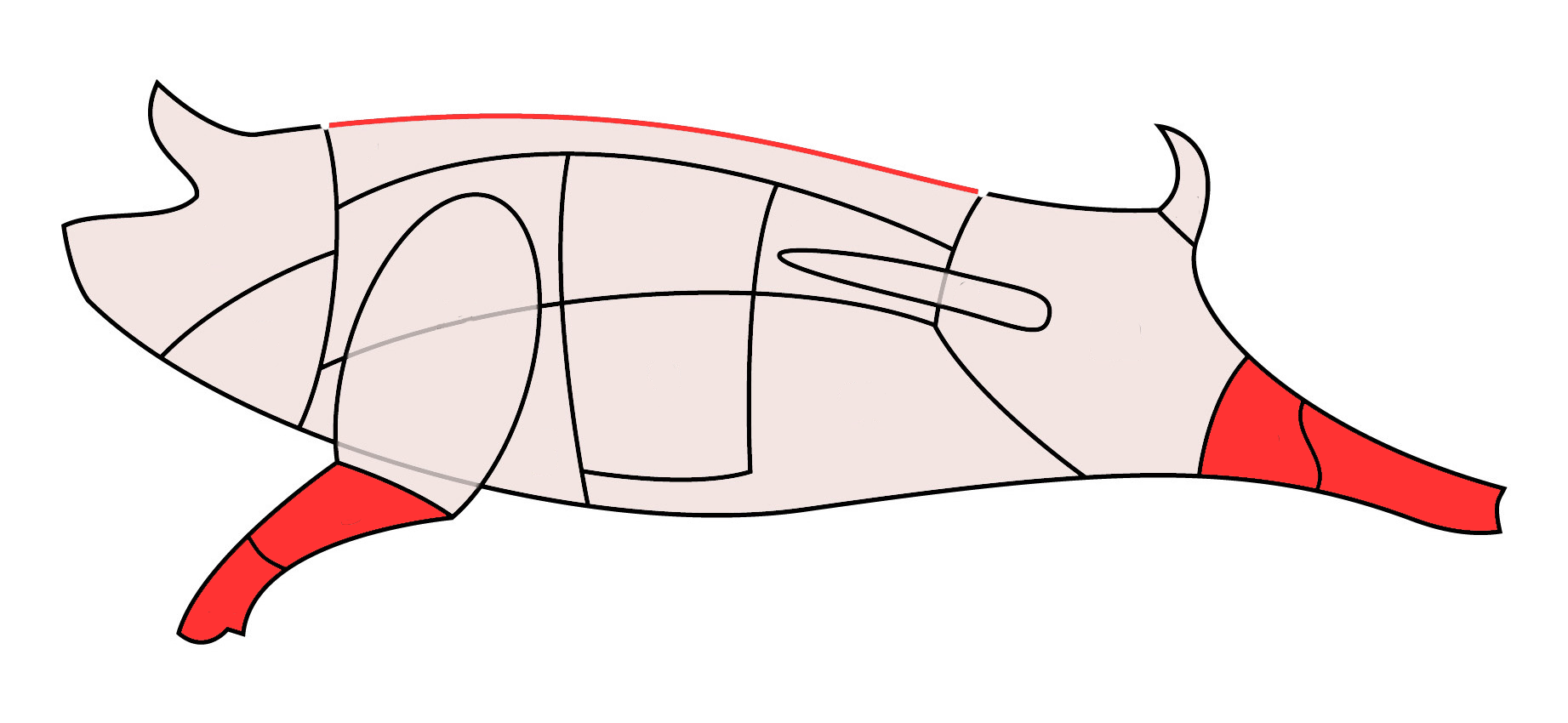
豬腳在豬身上的位置

图中trotters指中文语境中的猪脚

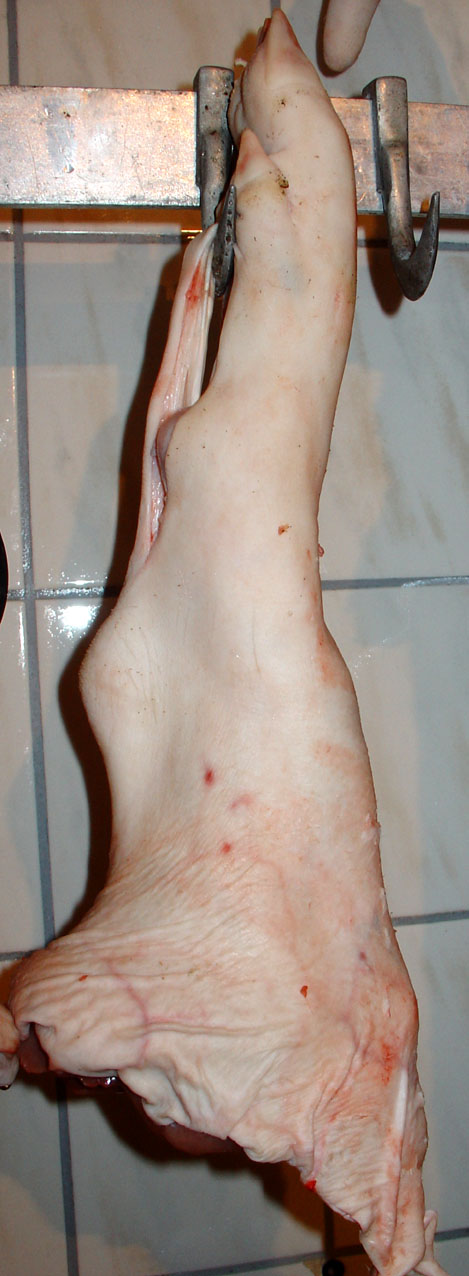
豬腳

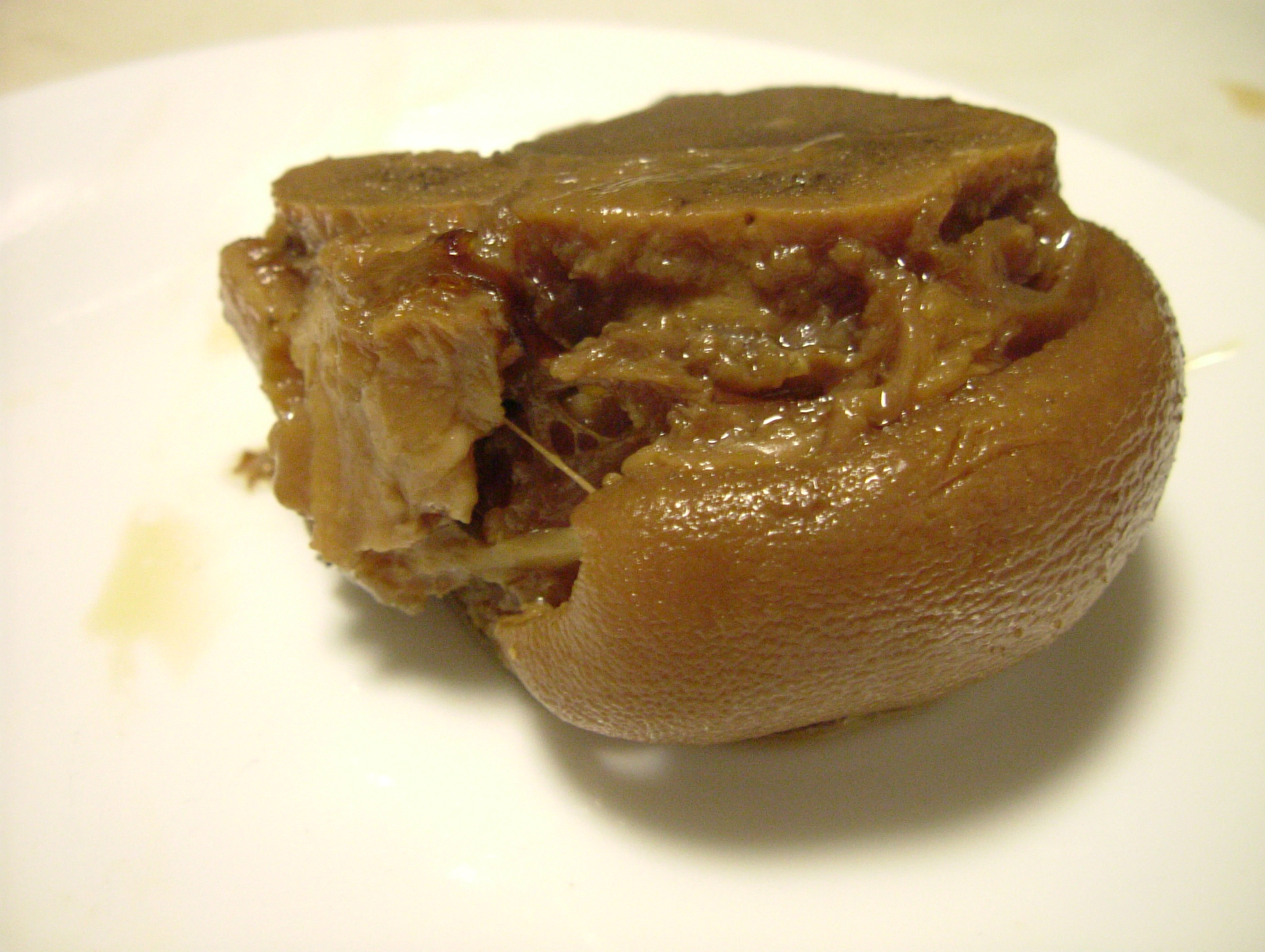
滷豬腳

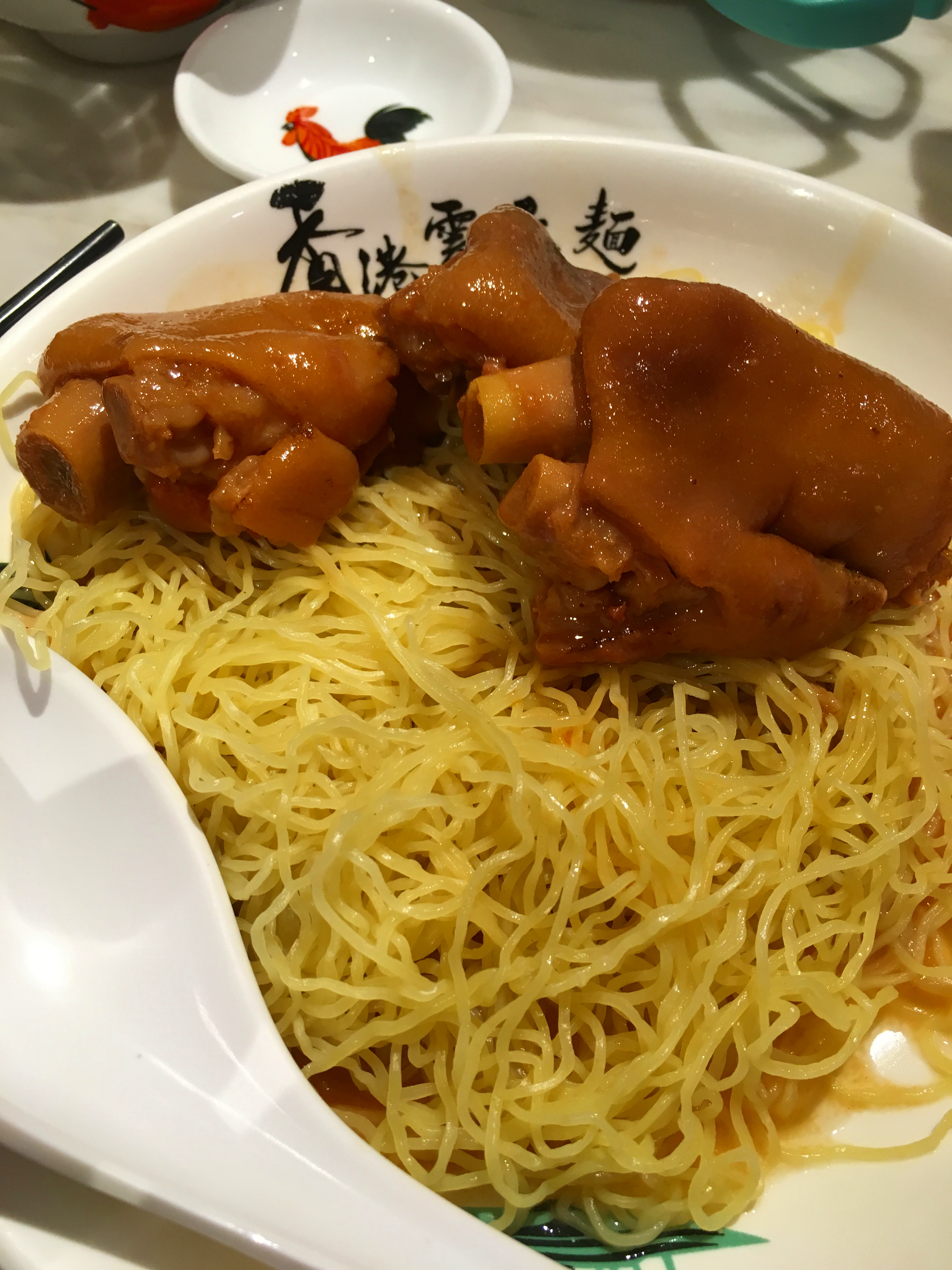
豬腳麵

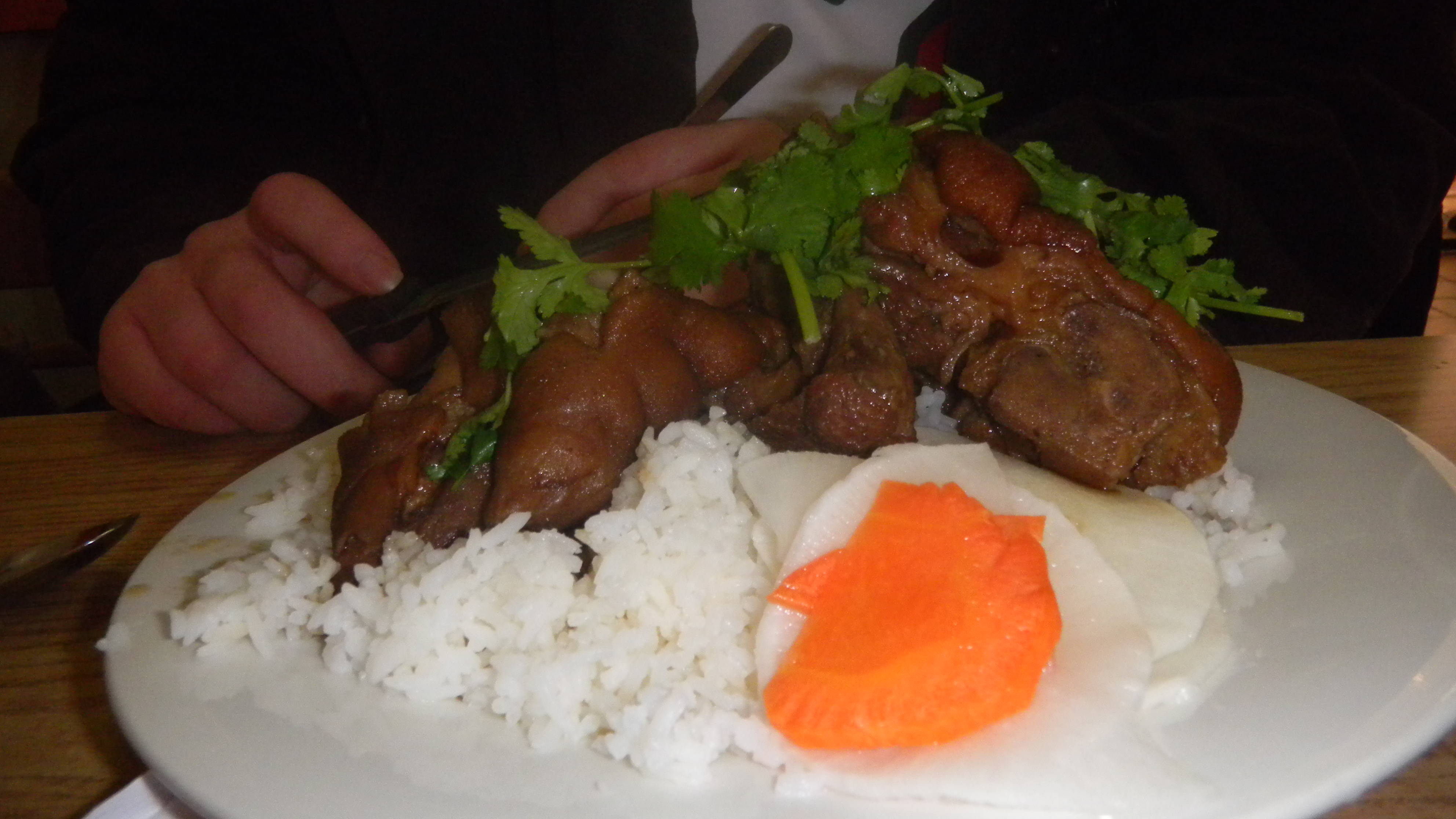
豬腳飯

豬蹄是指豬的腳部（蹄）和小腿，在广东称圆手，又叫元蹄、北方则将南方所称的“猪脚”细分为猪肘和猪蹄，在華人世界中，豬腳是豬常被人食用的部位之一，有多種不同的烹調作法。

## 亞洲地區

### 臺灣
豬腳在臺灣很常見，例如用滷的萬巒豬腳，用蒸的用煮的里港豬腳，用燉的瑞芳鹹冬瓜豬腳等。
各地都有以豬腳聞名的店家，最為臺灣民眾所知的即是萬巒豬腳，在屏東縣萬巒鄉當地更有一條幾乎都是賣豬腳的豬腳街。
除了屏東以外，台中市也是豬腳聞名的縣市之一。
一般臺灣人傳統上認為吃豬腳有去霉運的作用，同時也有吃豬腳麵線祝壽的習俗。還有健生養顏的花生豬腳湯。

### 朝鮮
朝鮮料理中有醬油清酒豬腳等等食品。

### 琉球
琉球則有燉豬腳、醬油豬腳、豬腳拉麵等琉球料理常見食品。

### 北京
北京同中国北方大部一样，并无猪脚这一称呼。称猪大腿为肘子，称膝盖以下为蹄子。因猪蹄骨多，猪蹄多为酱制的冷盘。

### 廣東
廣州白雲山的白雲豬手是當地名菜之一。

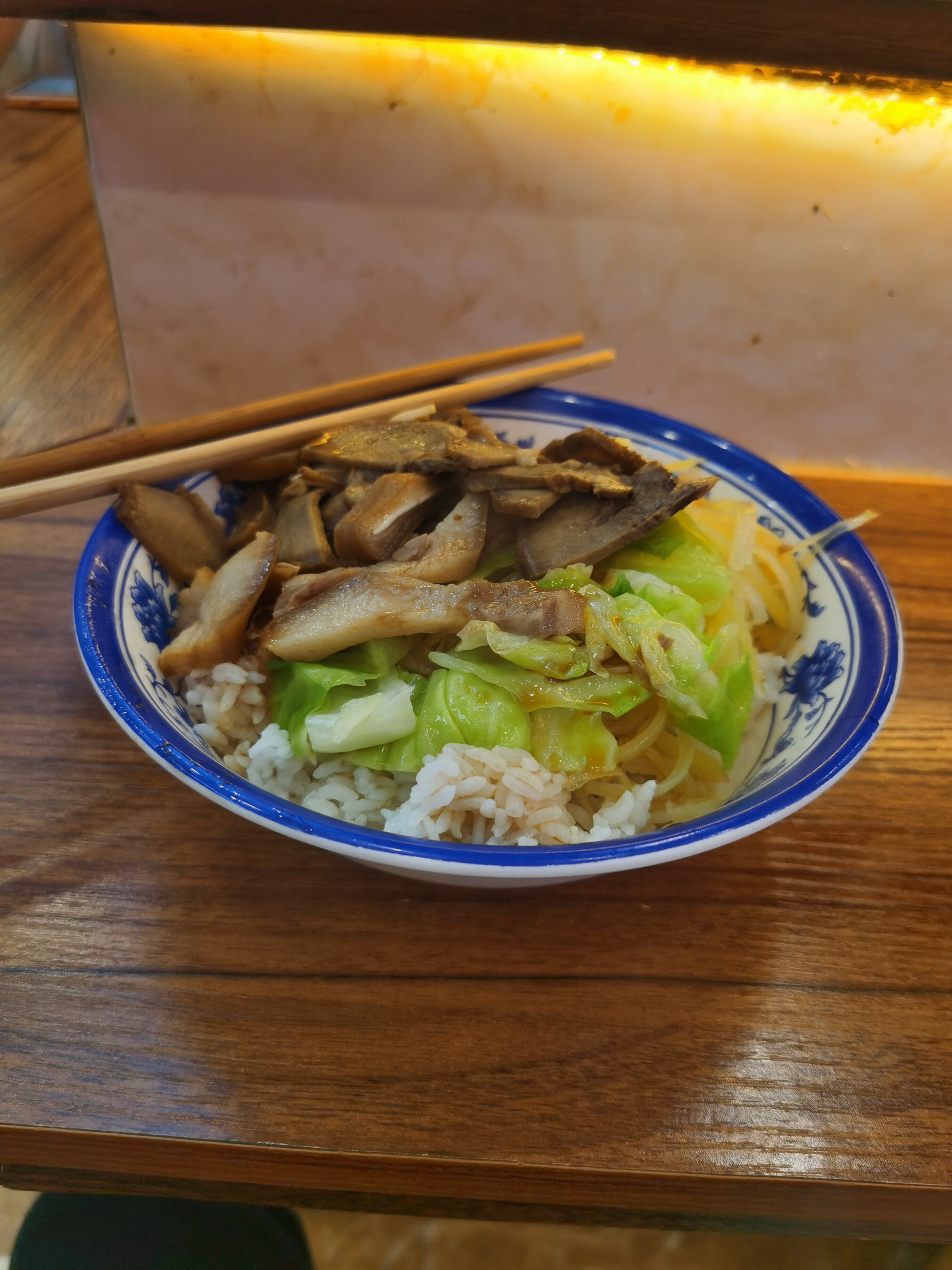
起源于揭阳隆江镇的隆江猪脚饭

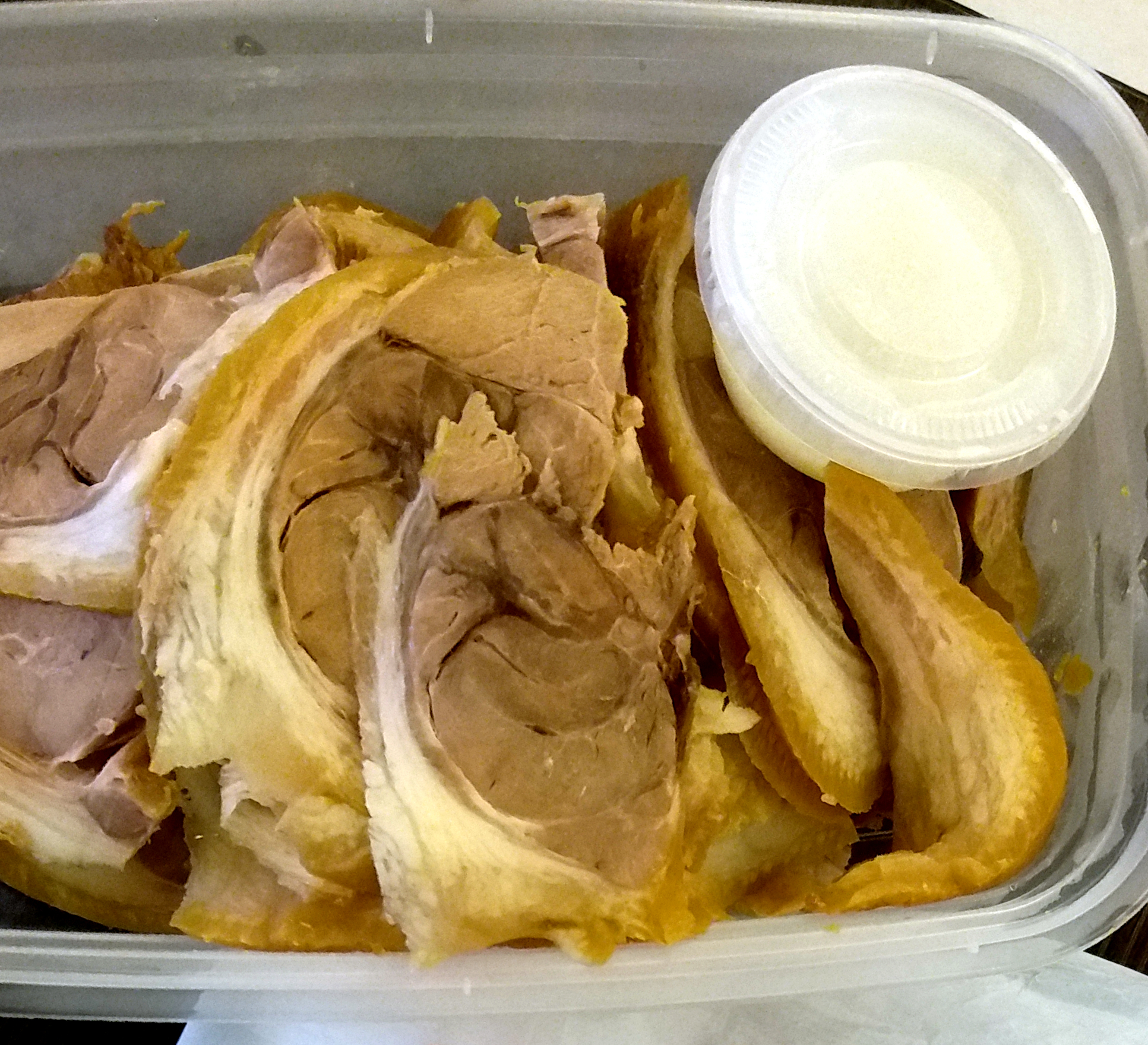
燻蹄

佛山市的燻蹄是常見的冷盤，用整隻豬腳製成，通常切片伴以海蜇食用。另有扎蹄也是以豬腳為主要食材。
源于揭阳隆江镇的猪脚饭在广东快餐界尤为风行。
豬腳薑常用作產後進補之用，亦會於生產後請親友食用。
南乳炆豬手是飲茶常見的點心之一。
此外，豬手也常作為廣東省年菜之食材，取其「橫財就手」之意，如髮菜炆豬手（常稱為發財就手）。

### 陕西
陝西省大荔縣的帶把肘子是秦菜中的名菜，色泽枣红如把柄，又必須包括豬蹄，因而得「帶把」之名。

## 其他
德國也以豬腳料理聞名，即德国猪脚，又称“德国咸猪手”。但实际上德国猪脚中的猪脚并非中文语境的猪脚，而是猪肘。

## 外部鏈接
维基共享资源上的相關多媒體資源：豬蹄